# Jordan Knackstedt
Jordan Knackstedt (Saskatoon, 28 settembre 1988) è un hockeista su ghiaccio canadese, che milita come attaccante nei Dresdner Eislöwen nella DEL2.

## Carriera
Knackstedt esordì nel mondo dell'hockey giovanile con la maglia dei Red Deer Rebels, formazione della Western Hockey League (WHL), nella stagione 2004-05. Tre stagioni più tardi, nel suo anno di eleggibilità all'NHL Entry Draft, nel mese di dicembre fu scambiato ai Moose Jaw Warriors; con le due diverse formazioni quell'anno totalizzò 56 punti. Nell'NHL Entry Draft 2007 fu scelto al settimo giro in 189ª posizione assoluta da parte dei Boston Bruins. Nella stagione 2007-08 con i Warriors Knackstedt fu il miglior marcatore della squadra con 85 punti al termine della stagione regolare, settimo miglior risultato della lega.
Al termine della stagione 2007-08 Knackstedt fu inserito nel roster dei Providence Bruins per disputare i playoff della American Hockey League (AHL), collezionando in totale nove presenze con tre reti. Nell'ottobre del 2008 fu offerto a Knackstedt un contratto entry-level con i Bruins, e fu successivamente inviato in AHL a Providence. In due stagioni e mezzo con i Bruins collezionò 86 punti in 185 partite disputate. Il 9 dicembre 2010 insieme a Jeff LoVecchio fu ceduto ai Florida Panthers in cambio Sean Zimmerman e di un'eventuale scelta al settimo giro dell'NHL Entry Draft 2011. Concluse la stagione sempre in AHL con la formazione affiliata dei Rochester Americans.
Nel 2011 da free agent Knackstedt firmò un contratto annuale con la squadra italiana dell'Hockey Club Bolzano, vincendo al termine della stagione lo scudetto. Nel 2012 provò l'esperienza nella seconda serie svedese con il Tingsryds AIF, giocando tuttavia solo undici incontri. L'8 novembre 2012 fece ritorno in Italia ma con la maglia dell'Hockey Milano Rossoblu. Nel 2013 tornò in America nella ECHL con i Bakersfield Condors.
Nel 2014 si trasferì in Russia al Rubin Tjumen, squadra della VHL. Vi rimase fino al mese di dicembre, quando passò al Saryarka Karaganda, sempre in VHL in cambio di Sergei Shestakov. Anche qui rimase poco: dopo nemmeno un mese passò al Kaufbeuren nella seconda serie tedesca.
Al termine della stagione fece ritorno in Nord America, ai Greenville Swamp Rabbits in ECHL. Cambiò nuovamente squadra, pur rimanendo nella medesima lega, nel mese di marzo 2016, quando passò ai Quad City Mallards.

## Palmarès

### Club
- Campionato italiano: 1

Bolzano: 2011-2012
- Campionato danese: 1

Esbjerg: 2016-2017